# 加藤重長
加藤 重長（かとう しげなが、寛永4年〈1627年〉 - 寛文8年7月30日〈1668年9月6日〉）は、江戸時代前期の武士、旗本。通称は牛之助、助左衛門、勘助。大森好長の二男、大森三義。加藤重正の養子となった。母は加藤重正の娘。養子に茂雅（甲斐庄正親二男）がいる。徳川秀忠、徳川家光に仕えた。

## 生涯
加藤重長三義は、加藤家遺跡を継ぎ、書院番をつとめた。明暦2年（1656年）6月21日、母方の祖父加藤重正のために、大森氏墓所に、京都紫野大徳寺202世春沢宗晃禅師の撰文による「一便宗見大居士碑」長四尺六寸巾二尺角の四面塔を建立した。大森好長が開基といわれる崇巖寺（現在は廃寺）の跡地には、くだんの四面塔の他、大森好長夫妻、加藤重正夫妻、加藤重長夫妻の戒名を刻した宝篋印塔六基が残る。「大森氏、加藤氏の宝篋印塔」として入間市の市指定文化財（史跡・昭和47年（1972年）10月20日）に指定されている。また、入間市景観50選にも選ばれている。